# アメリカ映画編集者協会
アメリカ映画編集者協会（英: American Cinema Editors、通称: ACE）は、投票によって選ばれた編集技師による協会である。現在の会長はランディ・ロバーツ。

## 会員
会員になるためには以下の条件を満たさなければならない。
- 会員になることを希望する
- 2名の現役会員のスポンサーシップ
- 60か月以上のテレビまたは映画での編集経験
- 理事会による承認
- 一般会員による承認

会員は署名の一部に"A.C.E."を入れる権利を与えられる。協会はウェブサイトで現在の会員を発表している。2008年現在、このウェブサイトには、死亡した会員は記述されていない。

## エディー賞
1950年に協会がアカデミー賞候補者を晩餐会に招いたことが始まりである。
1962年からは本協会独自の賞が始まった。以下はその一覧である。
- The ACE Golden Eddie Filmmaker of the Year Award
- Career Achievement Awards
- 長編映画編集賞 (ドラマ部門)
- 長編映画編集賞 (コメディ・ミュージカル部門)
- テレビシリーズ編集賞 (1時間)
- ミニシリーズ・テレビ映画編集賞 (コマーシャル無し)
- テレビシリーズ編集賞 (30分)
- ドキュメンタリー編集賞
- ミニシリーズ・テレビ映画編集賞 (コマーシャル有り)
- The ACE Student Editing Competition Winner

## 雑誌
1951年より季刊誌として「CINEMAEDITOR」を発行している。1963年には購読者が5000名に達したが、1990年代前半には4ページのニュースレターまで落ちぶれてしまった。